# 嘉寧中學
嘉寧中學位於新界荃灣梨木樹和宜合道，為一所已經停止運作並完全荒廢的私立學校，招收男女學生，宗教背景不詳，在回歸前已停辦。

## 歷史
嘉寧中學為一所位於新界荃灣梨木樹和宜合道的私立學校。1970年代，嘉寧中學曾經與荃灣嘉仁書院、香港英文書院、裘錦秋英文書院、思明、聖加瑪利、思雅羅爵、卓英、聖思定英文中學、靜宜女子中學、荃灣英文書院齊名為「當年出名私校」。嘉寧中學校舍現已拆卸。